# 396
Năm 396 là một năm trong lịch Julius.